# Global Biodiversity Information Facility

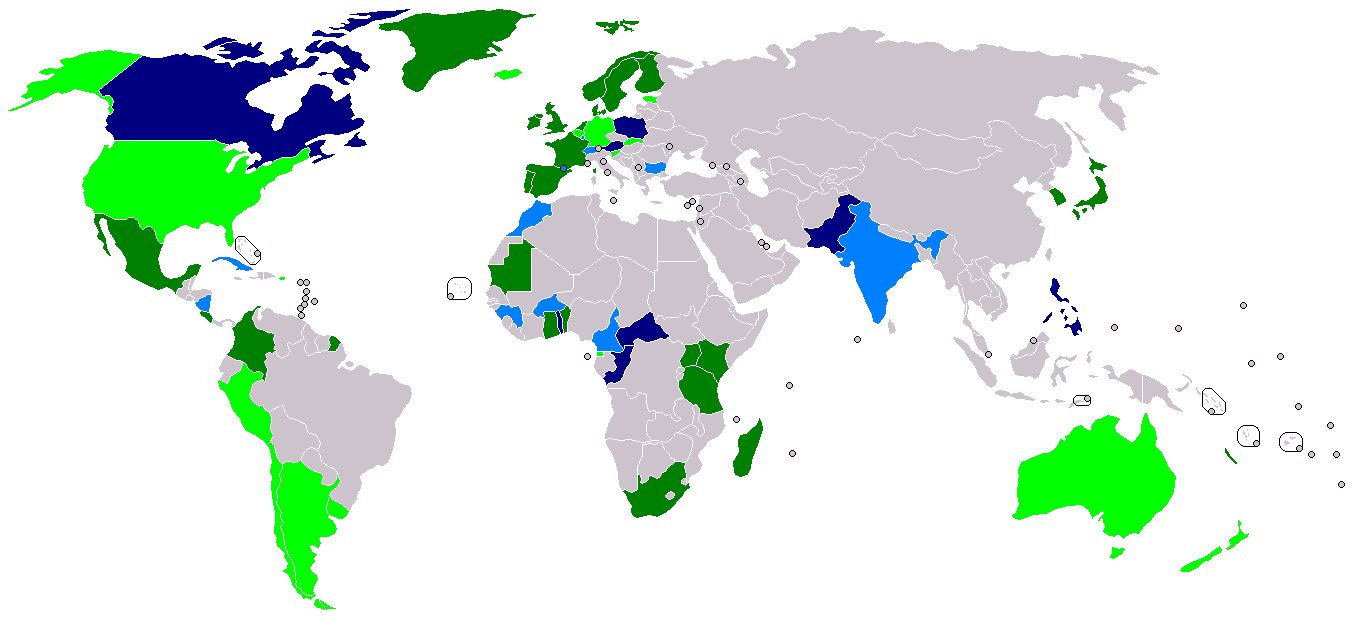
röstande medlemmar som undertecknade 2012
röstande medlemmar som inte undertecknade 2012
ej röstande medlemmar som undertecknade 2012
ej röstande medlemmar som inte undertecknade 2012

Global Biodiversity Information Facility (GBIF), är ett internationellt nätverk som arbetar med att samla information om biologisk mångfald i en central databas. Målet är att all information om Jordens arter skall vara fritt tillgänglig för alla människor, och att denna information skall sammanställas från traditionella biologiska samlingar – t.ex. museer och herbarier – men också från ekologiska och molekylära databaser och studier. Informationen som GBIF tillgängliggör ska kunna besvara frågor som: Vilka arter har funnits var och när? Med ett 70-tal medlemmar från ett 40-tal länder,  221 dataleverantörer, 1664 anslutna dataset och drygt 150 miljoner dataposter tillgängliga via Internet är GBIF idag världens största biodiversitetsinformatikprojekt.

## GBIFs organisation
GBIF består av ett centralt sekretariat i Köpenhamn  och ett 50-tal s.k. datanoder. Sekretariatet samordnar det arbete som utförs vid de geografiskt sett utspridda datanoderna och förvaltar den centrala databasen. I varje medlemsland finns minst en nationell datanod vars främsta uppgift är att göra landets biodiversitetsdata tillgängliga för den centrala databasen i Köpenhamn.

### GBIF i Sverige
I Sverige är den nationella GBIF-noden (GBIF-Sweden) finansierad av Vetenskapsrådet (Kommittén för Forskningens Infrastruktur – KFI), med bidrag från Formas, och placerad vid Naturhistoriska riksmuseet i Stockholm. GBIF-Sweden levererar för närvarande drygt 28 miljoner dataposter till GBIF centralt, och är därmed den tredje största dataleverantören i världen . Fortfarande är dock endast en mindre del av de svenska museisamlingarna och inventeringsdatabaserna digitaliserade och/eller tillgängliga via den svenska noden. Det pågår därför ett intensivt arbete med att överföra det återstående digitaliserade materialet till GBIF. En stor del av den biodiversitetsinformation som har levererats via GBIF-Sweden är observationsdata från ArtDatabankens rapporteringssystem Artportalen.

#### GBIF-Swedens webbtjänster
GBIF-Swedens webbplats är en portal som gör det möjligt att söka bland ca 28 miljoner dataposter med information om museiföremål och artobservationer i naturen. GBIF-Swedens databas är alltid aningen bättre uppdaterad än den internationella portalen. Det går att söka efter arter utifrån deras svenska eller vetenskapliga (latinska) namn, och sökresultatet kan fås i formen av en tabell eller som prickar på en karta. GBIF-Swedens kartserver The Biodiversity Observer är ett verktyg för att visualisera artförekomsterna på en karta med många miljölager. Med hjälp av GBIF-Swedens förstasidas sökruta kan man även söka efter information om biologisk mångfald på ett begränsat urval Internet-sidor. GBIF-Sweden har också en nyhetsblogg som kontinuerligt sammanfattar och presenterar nyheter inom områdena biologisk mångfald, biodiversitetsinformatik och systematik.